# Atacamatitan
Atacamatitan is een plantenetend geslacht van sauropode dinosauriërs, behorend tot de groep van de Titanosauriformes, dat tijdens het late Krijt leefde in het gebied van het huidige Chili. De enige benoemde soort is typesoort Atacamatitan chilensis.

## Vondst en naamgeving
In 1968 rapporteerde Guillermo Chong vondsten van wervels, tanden en stukken onderkaak van een sauropode in de Atacamawoestijn in het noorden van Chili. In februari 2000 en juli 2001 werden tijdens opgravingen door een internationaal team bij Calama in de regio Antofagasta verdere resten opgegraven.

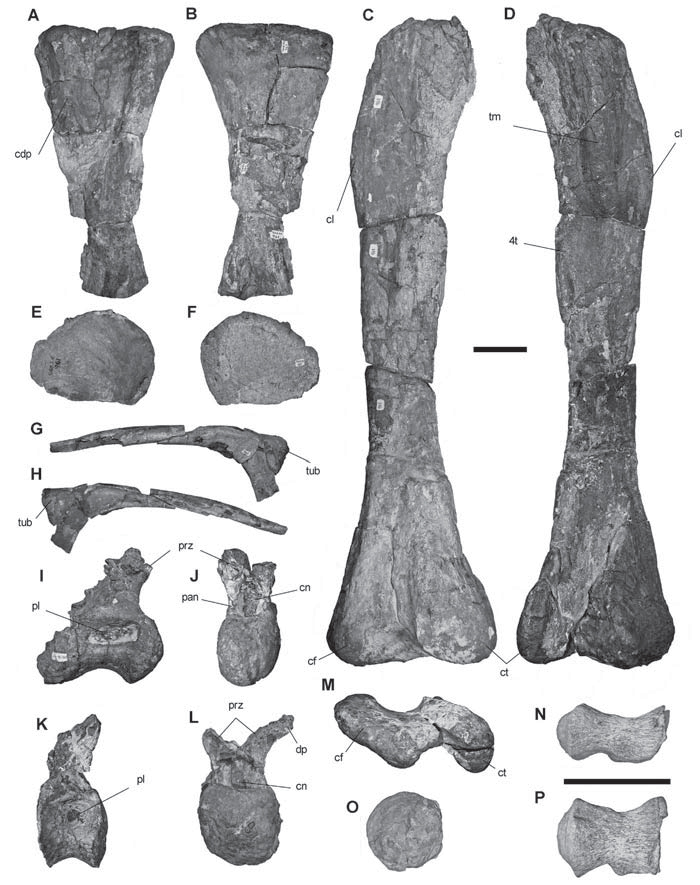
Beenderen van het holotype

In 2011 werd de soort benoemd en beschreven door Alexander Kellner, David Rubilar-Rogers, Alexander Vargas en Mario Suárez. De geslachtsnaam verbindt een verwijzing naar de Atacama met de Titaan uit de Griekse mythologie. De soortaanduiding verwijst naar Chili. Atacamatitan is de eerste dinosauriër die op basis van vondsten uit Chili benoemd is.
Het holotype, met inventarisnummer SGO PV961 (Sección Paleontología, Museo Nacional de Historia Natural), is opgegraven in lagen van de Tolarformatie die vermoedelijk dateren uit het Maastrichtien. Het bestaat uit fragmentarische skeletelementen zonder schedel die niet in verband zijn gevonden. Bewaard zijn gebleven twee ruggenwervels, achterste staartwervels, wervels, ribben, het bovendeel van een opperarmbeen, een vermoedelijk stuk borstbeen en een rechterdijbeen. Het gaat om delen van een enkel individu opgegraven op een stuk grond van twee vierkante meter.

## Beschrijving

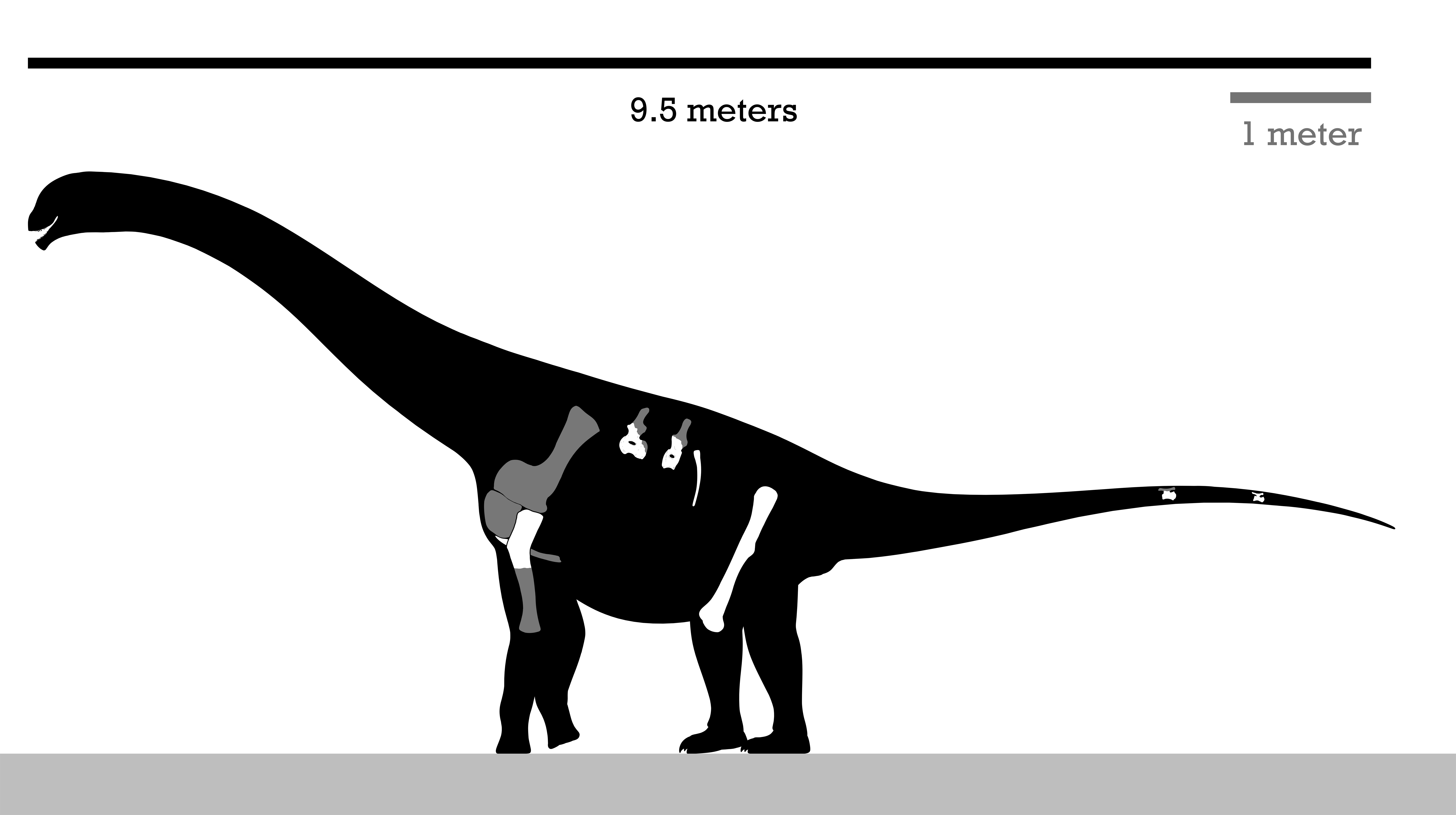
Diagram van de vondsten

Atacamatitan is een vrij kleine sauropode. De lichaamslengte is geschat op acht à tien meter, het gewicht op vijf ton. Ten opzichte van de beperkte grootte is het dijbeen nog eens bijzonder licht gebouwd, met de kleinste relatieve dikte van enige bekende sauropode. Dit wordt mede veroorzaakt door de proporties van het lichaam als geheel: van de lengte maakt een lange, vrij verticaal gehouden, nek een groot deel uit, zodat de romp kleiner en lichter is. Het dijbeen heeft een bewaarde lengte van 110 centimeter en een kleinste doorsnede van maar 125 millimeter; de heupkop ontbreekt. De beschrijvers vermoeden dat de voorpoten lange zijn dan de achterpoten, ook omdat het stuk opperarmbeen een langgerekte vorm doet vermoeden.
De beschrijvers wisten enkele onderscheidende kenmerken vast te stellen. Deze zouden alle autapomorfieën zijn, afgeleide nieuwe eigenschappen. Het wervellichaam van de ruggenwervels wordt doorboord door pleurocoelen die rond of ovaal zijn maar achteraan niet in een scherpe punt eindigen. De onderkant van de ruggenwervels is sterk hol. De achterste staartwervels hebben zijdelings afgeplatte doornuitsteeksels waarvan de voorrand een lemmetvormig uitsteeksel vormt. Het dijbeen heft een schacht die naar onderen geleidelijk in doorsnee afneemt tot twee derden van de lengte bereikt is.

## Fylogenie
De beschrijvers hebben Atacamatitan in de Titanosauria geplaatst, in het bijzonder in de Titanosauridae. Zijn positie in de stamboom zou basaler zijn dan de Saltasauridae, maar meer afgeleid dan Malawisaurus. Het zou daarbij geen lid zijn van de Aeolosaurini.